# 甘勃盧鎮區
甘勃盧鎮區為緬甸實皆省瑞波縣的鎮區。2014年人口295,561人，區域面積4,062.6平方公里。甘勃盧為該鎮區之首府。

## 外部連結
- Maplandia World Gazetteer （页面存档备份，存于） - map showing the township boundary